# Henri Guinier
Henri Guinier (Parigi, 20 novembre 1867 – Neuilly-sur-Seine, 10 ottobre 1927) è stato un pittore francese.

## Biografia

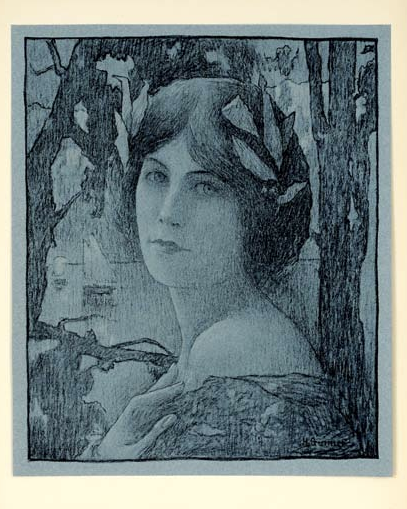
Dolce notte

Henri Jules Guinier (e il suo gemello Édouard) nacque a Parigi da genitori originari della Lorena. Suo padre era determinato a farne un ingegnere, trascurando le sue inclinazioni artistiche, e lo iscrisse alla "Scuola di Arti e Mestieri" di Châlons-en-Champagne nel 1883. Guinier divenne quindi ingegnere nel 1889, ma, a dispetto delle aspettative paterne, la grande passione per l'arte lo spinse ad iscriversi ai corsi dell'Académie Julian e dell'École des beaux-arts di Parigi, dove frequentò gli atelier di Jean-Joseph Benjamin-Constant (1845-1902) e di Jules Lefebvre (1834-1912). Si dedicò quindi totalmente alla pittura seguendo le sue aspirazioni naturali. Nel 1896 vinse il secondo prix de Rome, quindi una medaglia d'oro al "Salon des artistes français" del 1898. Nello stesso anno ottenne una borsa per un viaggio di studio in Europa che gli permise di visitare i Paesi Bassi, la Svizzera e l'Italia.

Ad ulteriore conferma della bontà della sua scelta di vita, vinse anche una medaglia d'argento in occasione dell'Expo del 1900.
1904. Guinier, a 37 anni, decise di metter su famiglia e sposò Hélène Glaçon, dalla quale ebbe un figlio, Michel Guinier, e una figlia, Annette, che fu uno dei suoi soggetti pittorici preferiti. Nel 1907, inoltre, gli fu assegnato il premio Henner.
Henri Guinier conobbe in seguito Fernand Legout-Gérard, che gli fece scoprire il fascino della Bretagna e lo condusse a Concarneau. Guinier ne fu entusiasta, al punto da acquistarvi una villa, chiamata Kerdorlett, in località Beuzec-Conq, rivolta ad occidente, proprio al di sopra della spiaggia e che divenne la sua residenza estiva. Passava il resto dell'anno nella sua casa di Neuilly-sur-Seine.
Fu poi eletto presidente dell’"Union artistique des Amis de Concarneau", e frequentò artisti come Alfred Guillou, Thomas Alexander Harrison, François-Alfred Delobbe, Fernand Legout-Gérard, etc..
Maestro del pastello e degli accostamenti cromatici, Guinier eseguì numerosi ritratti, prevalentemente di soggetti femminili. Dipinse anche paesaggi e marine, spesso ispirate dalle bellezze della Bretagna, della quale ritrasse i costumi e le vedute, specie della regione attorno a Concarneau e al Pays Bigouden, ma anche dei paesaggi di Faouët, di Vannes, di Paimpol e dell'isola di Bréhat.

Guinier affrontò, sempre con successo, ogni tipo di soggetto: l'allegoria, il nudo, le scene di genere, il ritratto, il paesaggio. E viaggiò molto: soggiornò in Italia, nei Paesi Bassi, nelle Alpi e nei Pirenei.

Françoise Gloux, gallerista, scrisse di lui:
Henri Guinier beneficiò, peraltro, anche di incarichi ufficiali: nel 1909, partecipò con altri artisti alla decorazione del municipio di Neuilly-sur-Seine, dipingendo La Tapisserie. Egli fu, inoltre, assai probabilmente, l'autore di affreschi nell’"Istituto d'Arti e Mestieri" di Parigi (ENSAM). Nel 1914, inizio della prima guerra mondiale, si arruolò volontario (aveva 46 anni), e nel 1917 il Ministero della Guerra gli chiese di dipingere delle scene della battaglia di Verdun (1916), per le quali realizzò numerosi pastelli.
A partire dal 1920, mentre trascorreva l'inverno in montagna, Guinier dipinse dei paesaggi delle regioni di Pau e di Argelès-Gazost e anche della Valle di Chamonix.

Recentemente, nel 2002, Jean Vuillemin ha scritto di lui: «Negli ultimi anni della sua vita Guinier si applicò molto al disegno, non accontentandosi più di esprimere i giochi cangianti della luce, ma interessandosi più alla precisione delle forme che amava cesellare».
Henri Jules Guinier morì a Neuilly-sur-Seine a quasi 60 anni, nel 1927, nella sua casa in rue de l'Hotel de Ville..

Aveva un atelier nell’Avenue Frochot, e i suoi archivi furono donati dalla famiglia al "Museo Dipartimentale bretone" di Quimper nel 2007. Le sue opere furono poi oggetto di una mostra nel Museo di Faouët nel 2008.

## Opere nelle collezioni pubbliche

### Pitture
Cile

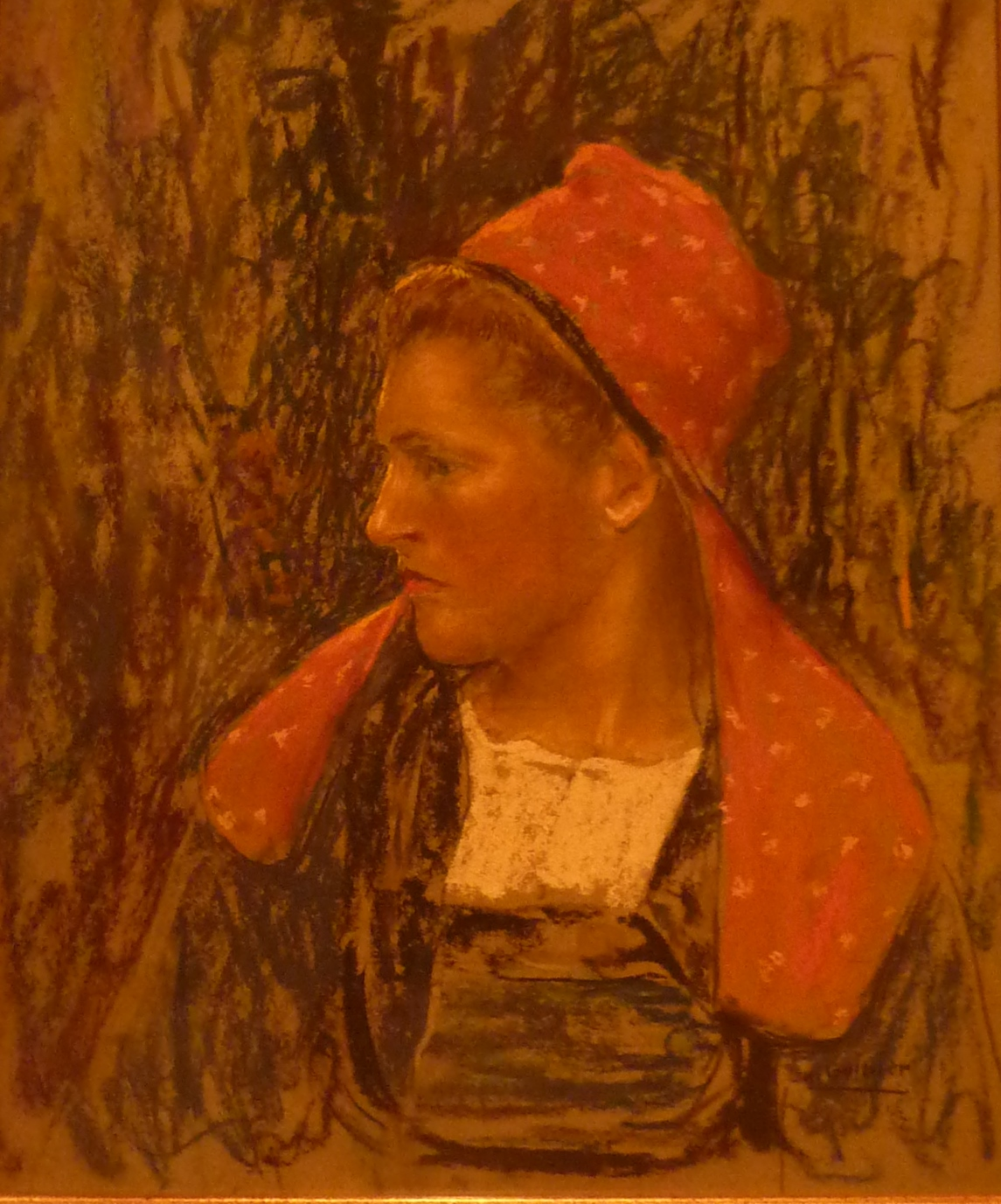
Giovane con la cuffia rossa a fiori

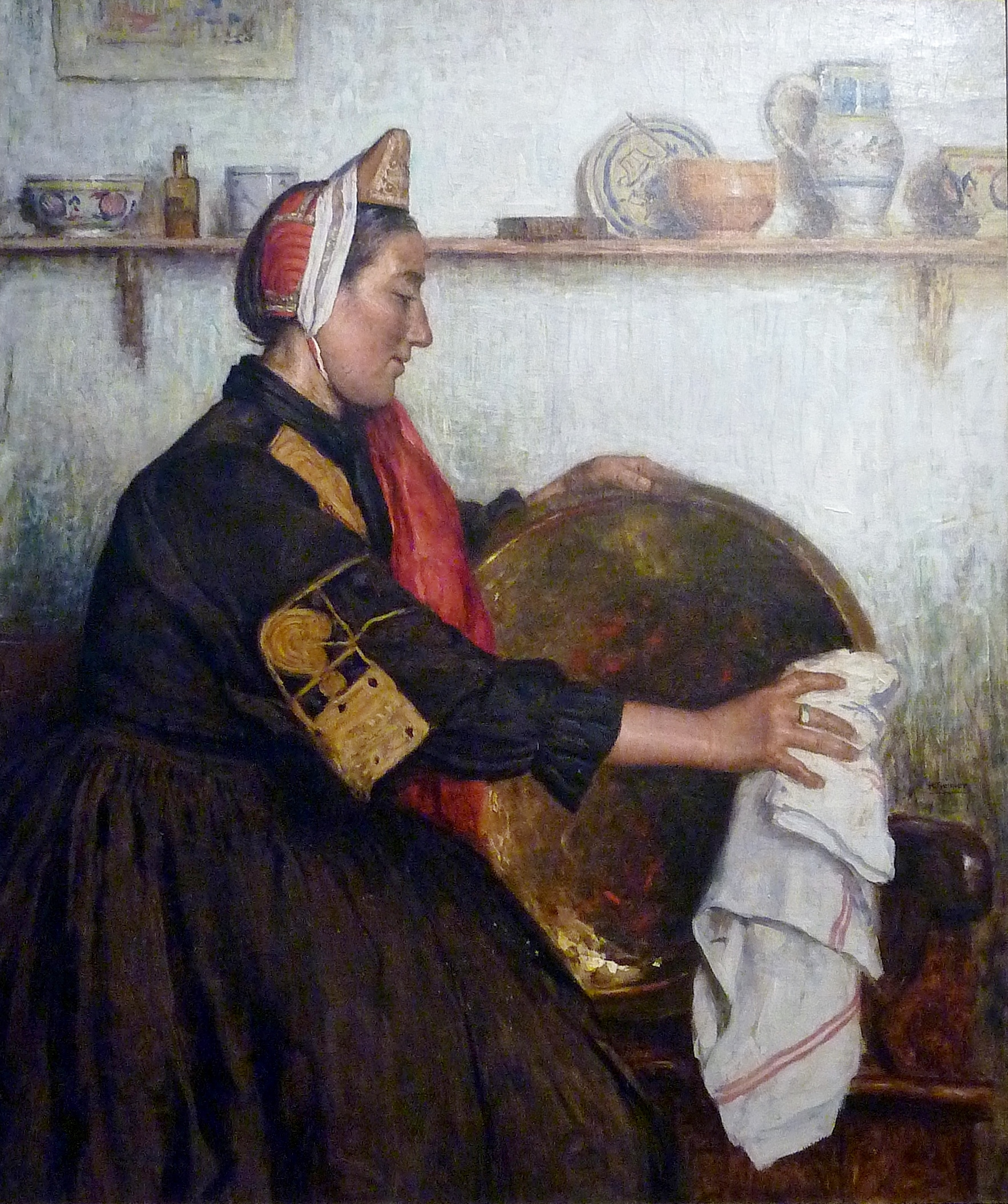
Donna di Bigouden al lavoro

- Santiago del Cile, Museo nazionale del Cile: Chant du soir, 1899

Francia
- Amboise, Museo di belle arti: Petite fille aux champs, 1893
- Concarneau, Museo della pesca di Concarneau: Portrait de sardinière, c.1910, pastello[11]
- Digione, Museo di belle arti: Le Pardon de Sainte-Anne-d'Auray, 1902
- Joigny, Museo d'arte: Jésus pleuré par les Saintes Femmes, 1895, secondo prix de Rome
- Le Faouët, Museo del Faouët:
  - Femme à la coiffe rouge à fleurs, pastello
  - Jeune Tricoteuse au Faouët
  - Vieille Bretonne du Faouët, 1910, olio su tela
- Lilla, Palazzo delle belle arti: Un dimanche, enfants de Marie, 1898, olio su tela[12]
- Mulhouse, Museo di belle arti: Femme pensive, 1907
- Nemours, Castello di Nemours: Portrait d'Ernest Marché, 1889[13]
- Parigi
  - École nationale supérieure des beaux-arts:
    - Figure dessinée d'après nature, pietra nera e sfumino su fondo di carta chiara[14]
    - Des pèlerins découvrant la ville de Jérusalem depuis une hauteur se prosternent et prient (1895),[15]

  - Museo del Louvre:
    - Vieux Paysan breton tenant son chapeau devant lui, disegno[16]
    - Jeune Femme bretonne assise, disegno[17]

  - Museo d'Orsay: 
    - L'automne, 1895[18][19]
- Poitiers, Museo Sainte-Croix: Psyché et l'amour, 1897[20]
- Quimper, Museo dipartimentale bretone:
  - La Fontaine miraculeuse, pardon des aveugles, chapelle de La Clarté à Combrit (Pays Bigouden), 1914
  - Bretonne au chapelet, 1927
  - Bigoudène au travail, 1926, olio su tela
- Reims, Museo di belle arti: Ophélie, 1903
- Rouen, Museo di belle arti: Portrait de M.me Ernest Dubois, 1917, olio su tela

### Stampe
- Nuit douce, 1899, stampa.[21]
- Plaisir d'été, 1901, litografia.[22]

## Salon
Henri Guinier espose al "Salon des artistes français" dal 1891 sino al 1927:
- 1906 : La Prière en Bretagne.[23]
- 1908 : Au bord du lac.[24]
- 1909 : La naïade Eglé.[25]
- 1913 : Maternité.[26]
- 1914 : Portrait du lieutenant-colonel Rimailho, Salon des artistes français.[27]
- 1921 : Le vieux Terrien[28] e Coucher de soleil en Bretagne.[29]

## Galleria d'immagini

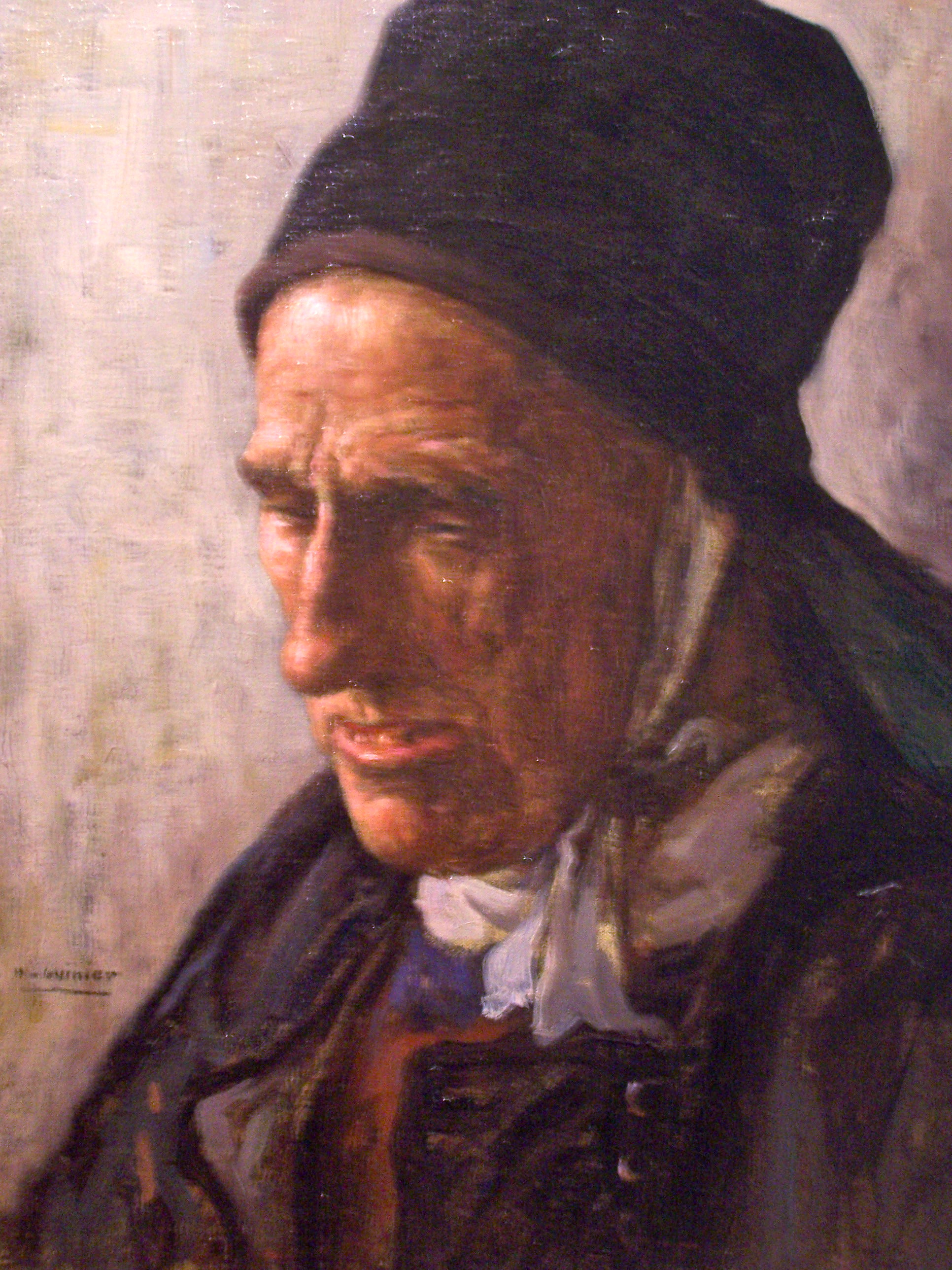
Vecchia donna bretone
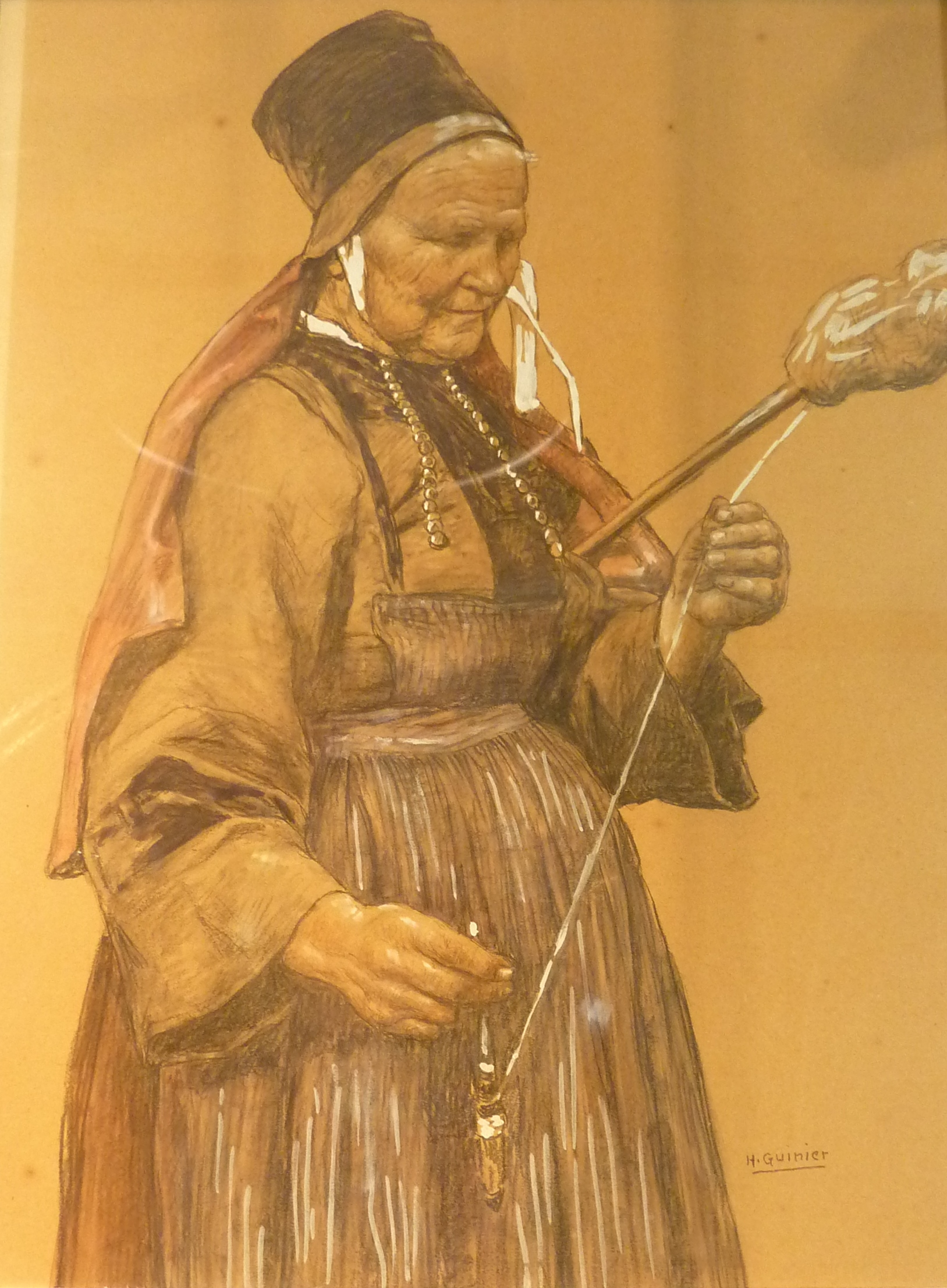
Filatrice a Le Faouët
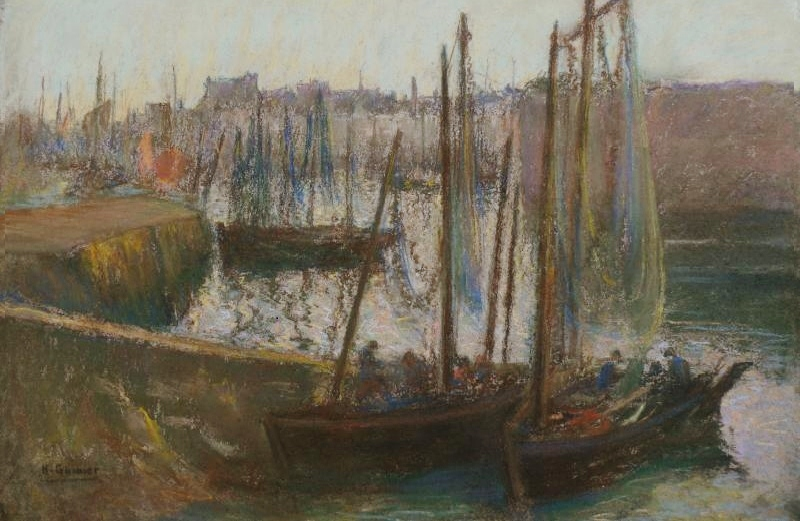
Vista del Passaggio di Concarneau
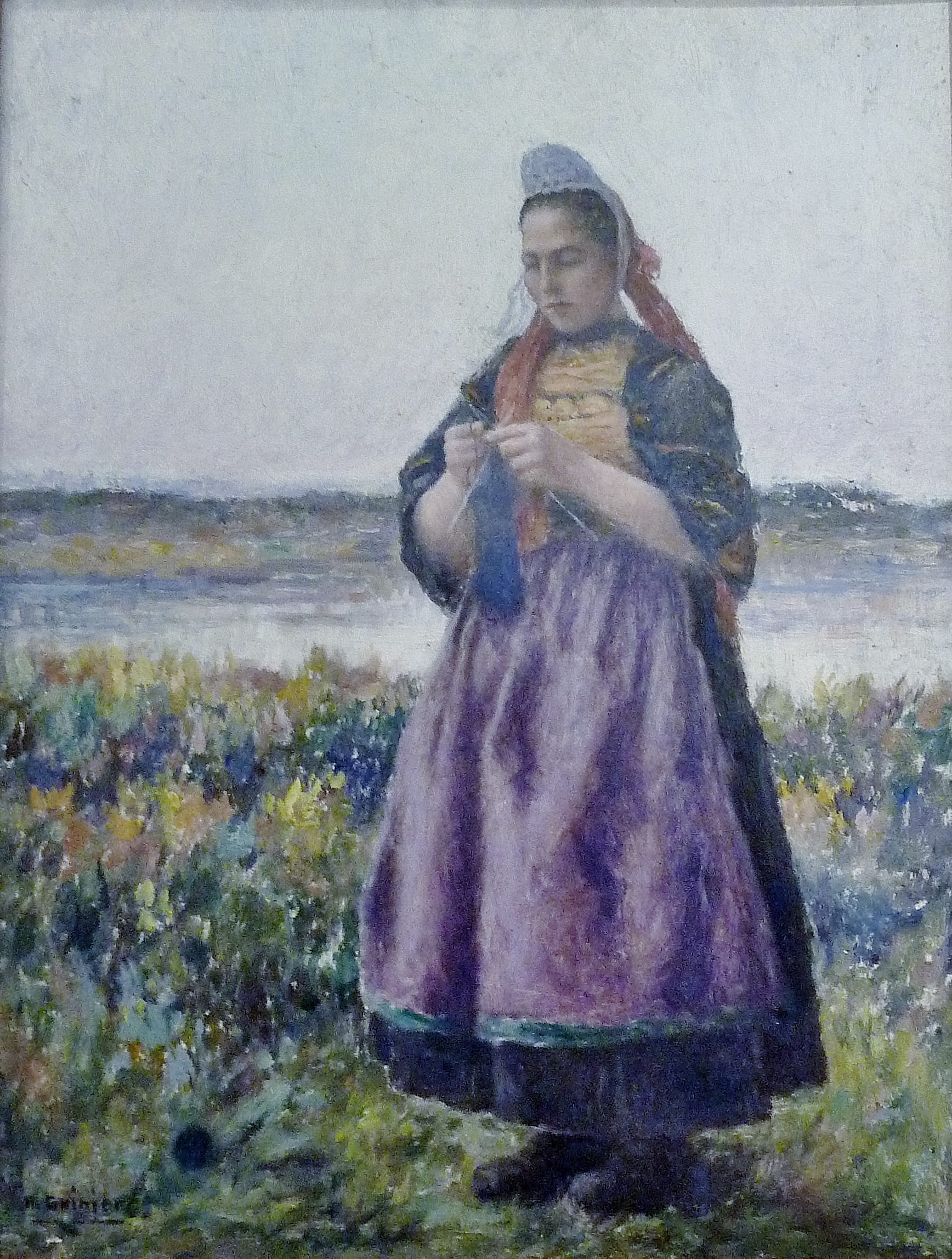
Bretone che fa la maglia
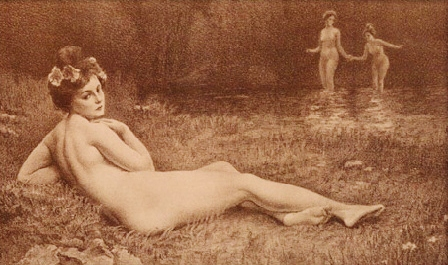
Nudo (incisione)